# DJMAX
DJMax (Coreano: 디제이맥스, dijeimaegseu) (comumente estilizado DJMAX e também conhecido como DJ Max na America do Norte) é uma série de jogos eletrônicos musicais desenvolvidos pela empresa Sul-Coreana Pentavision. Os jogos da franquia apresentam principalmente musicas e artes visuais experimentais de DJs, artistas e compositores coreanos. O conhecido grupo experimental Clazziquai Project também fez musicas para a franquia, assim como também alguns compositores japoneses deram contribuições significantes. As composições originais dos músicos varia desde Techno ao Pop.

## Edições

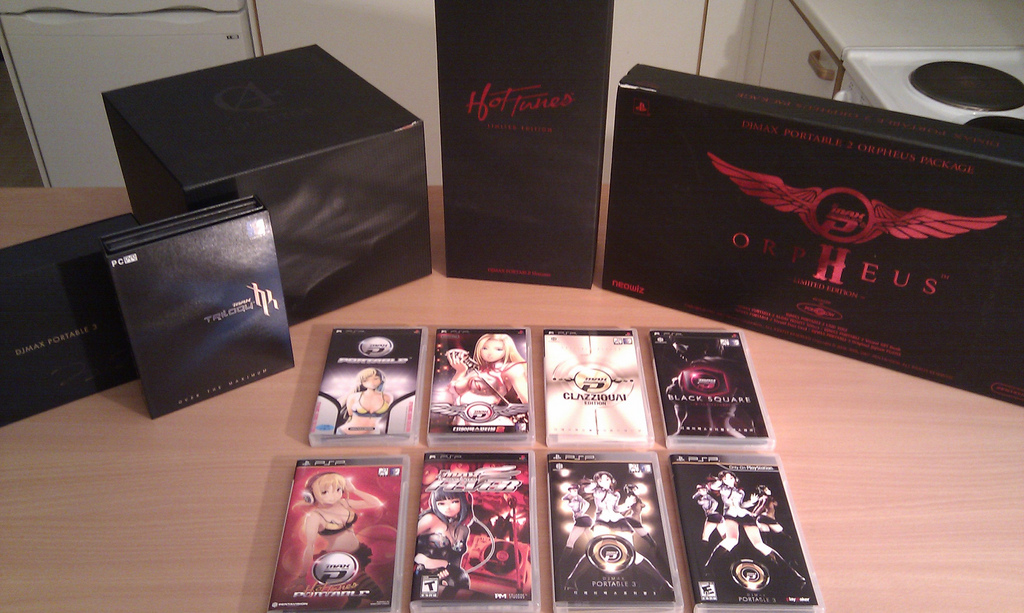
The DJMAX series of games

| Titulo                               | Data de lançamento   | Plataforma       | Regiões que foi lançado                  |
| ------------------------------------ | -------------------- | ---------------- | ---------------------------------------- |
| DJMax Online                         | 13 de junho, 2004    | Windows          | Coreia do Sul, Japão & China             |
| DJMax Portable                       | 14 de janeiro, 2006  | PSP              | Coreia do Sul                            |
| DJMax Portable International Version | 27 de Outubro, 2006  | PSP              | Japão                                    |
| DJMax Portable 2                     | 30 de Março, 2007    | PSP              | Coreia do Sul                            |
| DJMax Portable Clazziquai Edition    | 20 de Outubro, 2008  | PSP              | Coreia do Sul                            |
| DJMax Portable Black Square          | 24 de Dezembro, 2008 | PSP              | Coreia do Sul & Japão                    |
| DJMax Technika                       | 31 de Dezembro, 2008 | Arcade           | Internacional                            |
| DJMax Trilogy                        | 25 de Dezembro, 2008 | Windows          | Coreia do Sul                            |
| DJ Max Fever                         | 27 de Janeiro, 2009  | PSP              | América do Norte                         |
| DJMax Technika 2                     | 16 de Junho, 2010    | Arcade           | Internacional                            |
| DJMax Portable Hot Tunes             | 12 de Junho, 2010    | PSP              | Coreia do Sul & Japão                    |
| DJMax Portable 3                     | 14 de Outubro, 2010  | PSP              | Coreia do Sul & América do Norte & Japão |
| DJMax Mobile (2005)                  | 15 de Junho, 2005    | Celular          | Coreia do Sul                            |
| DJMax Mobile (2009)                  | 24 de Dezembro, 2009 | Celular          | Coreia do Sul                            |
| Tap Sonic                            | 1 de Julho, 2011     | iOS, Android     | Coreia do Sul, Japão                     |
| DJMax Technika 3                     | 27 de Outubro, 2011  | Arcade           | Internacional                            |
| DJMax Technika Tune                  | 20 de Setembro, 2012 | PlayStation Vita | Internacional                            |
| DJMax Ray                            | 28 de Setembro, 2012 | iOS, Android     | Internacional                            |
| DJMax Technika Q                     | 13 de Outubro, 2013  | iOS, Android     | Coreia do Sul                            |
| DJMax Respect                        | 28 de Julho, 2017    | PS4              | Coreia do Sul                            |

## Disputas de propriedade intelectual
Devido as comparaveis semelhanças entre os jogos da franquia DJMax e o da serie Beatmania, Pentavision recebeu um processo de violação de propriedade intelectual da Konami em 24 de dezembro de 2008. A ação judicial foi definida fora dos tribunais, com a Konami recebendo direitos exclusivos de distribuição dos jogos da franquia DJMax no Japão, assim como a necessidade da Pentavision de pagar taxas para quaisquer futuros jogos da franquia que sejam lançados.